# Maximilian Müller
Maximilian Müller (Norimberga, 11 luglio 1987) è un hockeista su prato tedesco.

## Palmarès
- Giochi olimpici

Pechino 2008: oro.
Londra 2012: oro.
- Europei

Mönchengladbach 2011: oro.
- Champions Trophy

Kuala Lumpur 2007: oro.